# Anton Sluka
Anton Sluka es un deportista eslovaco que compitió para Checoslovaquia en atletismo adaptado. Ganó tres medallas en los Juegos Paralímpicos de Verano entre los años 1992 y 2000.

## Palmarés internacional
| Representando a Checoslovaquia |                          |                  |             |
| Juegos Paralímpicos            |                          |                  |             |
| Año                            | Lugar                    | Medalla          | Prueba      |
| 1992                           | Barcelona (España)       | Medalla de plata | Maratón B3  |
| Representando a Eslovaquia     |                          |                  |             |
| Juegos Paralímpicos            |                          |                  |             |
| Año                            | Lugar                    | Medalla          | Prueba      |
| 1996                           | Atlanta (Estados Unidos) | Medalla de oro   | Maratón T12 |
| 2000                           | Sídney (Australia)       | Medalla de plata | Maratón T13 |